# Bubión
Bubión ist eine Gemeinde in der Gebirgsregion Alpujarras im Bereich der südlichen Sierra Nevada in der spanischen Provinz Granada.
Bubión liegt in rund 1300 Metern Höhe an der Schlucht des Rio Poqueira, einem Zufluss des Rio Guadalfeo. Zusammen mit Capileira im Norden und Pampaneira im Süden wurde der Ort als Conjunto histórico-artístico klassifiziert. Die moriskische Architektur der Orte ähnelt der Bauweise der Berbervölker und besteht aus weiß getünchten, kubusförmigen Häusern mit flachen Dächern, die häufig als Terrasse für darüber gelegene Häuser dienen. Die umliegenden Berghänge sind teilweise von Terrassen bedeckt, die mit den von Mauren eingeführten Zitronen-, Orangen-, Mandel- und Maulbeerbäumen bepflanzt sind. Auch die typische Aufteilung der Orte in sogenannte Barrios, in oberes, mittleres und unteres Dorf, wird auf die Mauren zurückgeführt.

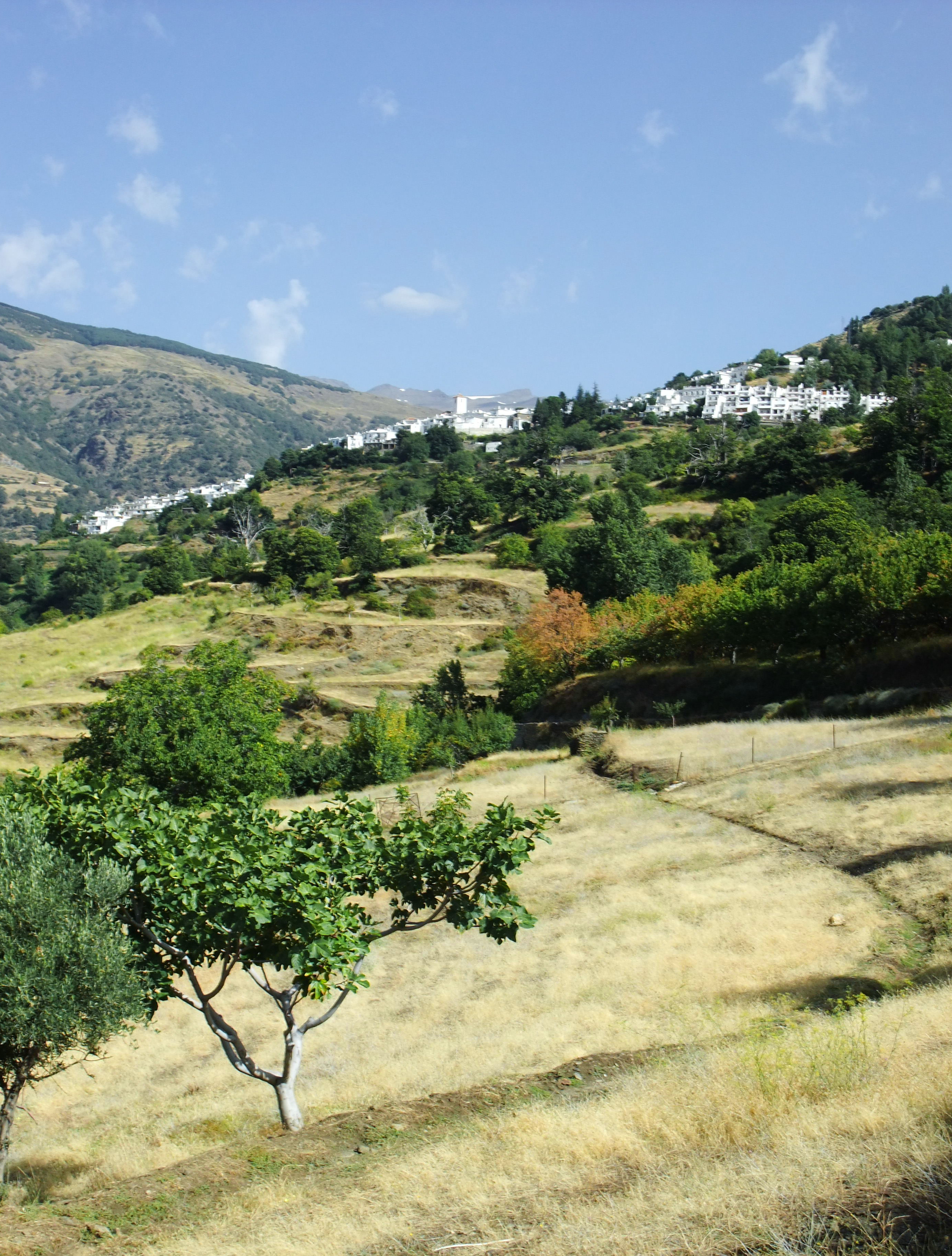
Blick auf Bubión von Norden

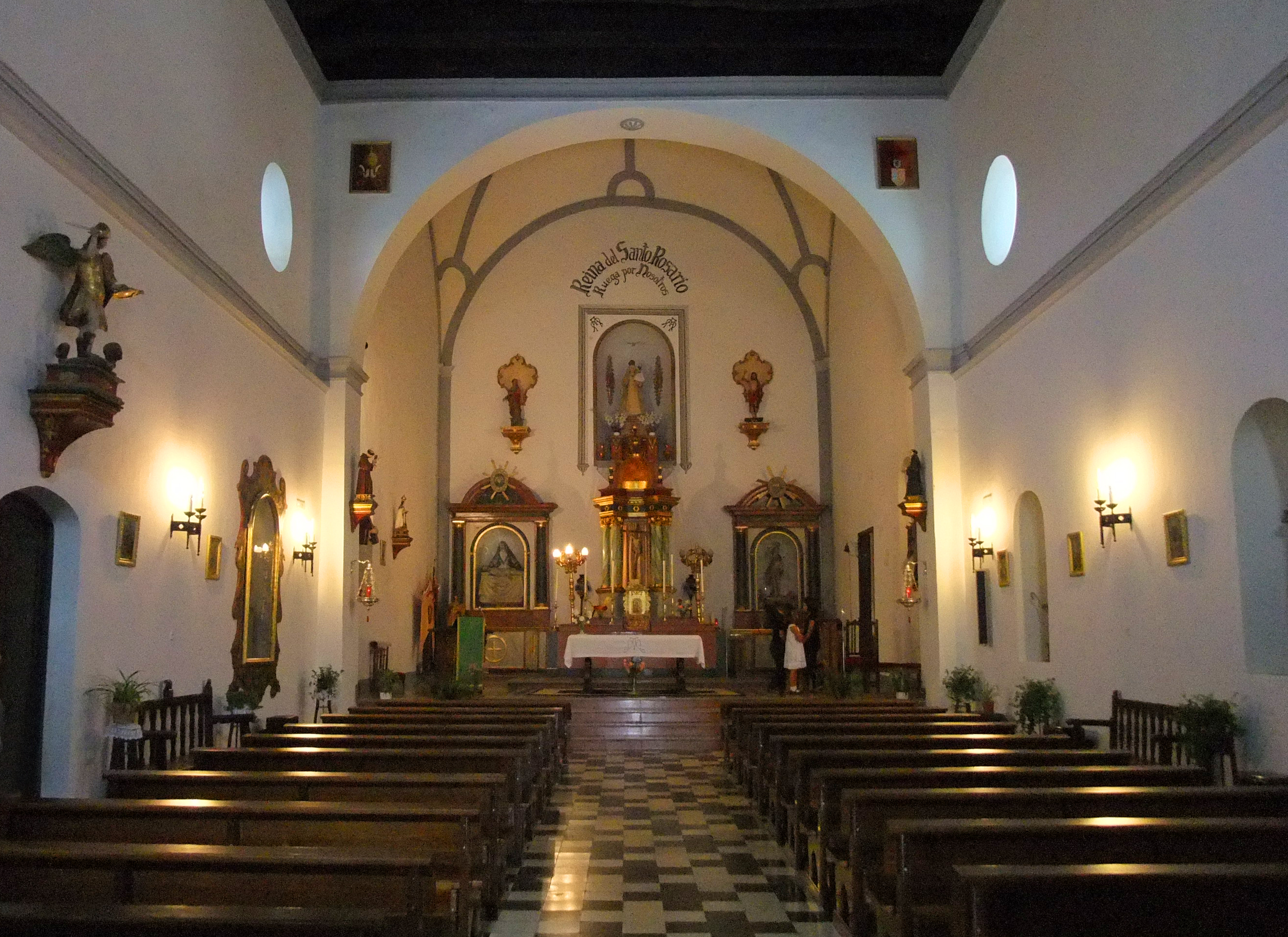
Innenansicht der Kirche von Bubión

Das bedeutendste Bauwerk Bubións ist die im 16. Jahrhundert erbaute Dorfkirche. Ihr massiver Turm wurde von Abén Humeyas Anhängern als Zuflucht und zur Verteidigung gegen die Spanier benutzt. Ein weiteres wichtiges Gebäude ist die Villa Turistica, in dem das Verkehrsamt untergebracht ist. Es dient dem in den letzten Jahren zunehmenden Tourismus, der die Region als attraktives Wandergebiet entdeckt hat. Das Klima ist auch im Winter trotz der Höhenlage mediterran mild.

## Geschichte
Bubión wurde wahrscheinlich schon zur Römerzeit um Christi Geburt gegründet, denn im 19. Jahrhundert wurden Überreste römischer Begräbnisstätten gefunden. Unter der Herrschaft der Mauren erlangte die Alpujarras eine gewisse Bedeutung. Sie stellte die letzte Bastion der Mauren auf spanischem Boden dar. Im 13. Jahrhundert wurde Bubión zum Hauptort der Taha de Poqueira, einem Gebiet, zu dem die Dörfer Capileira, Bubion, Pampaneira und das nicht mehr existierende Alguastar gehörten. Im Verlauf der Moriskenaufstände standen die Bewohner auf der Seite von Abén Humeya und kämpften gegen die spanische Unterdrückung (1569–1571), wurden jedoch von den Spaniern unter Juan de Austria besiegt. Als Folge mussten viele Morisken nach Kastilien und Aragonien zwangsumsiedeln.